# Kap Fagnet

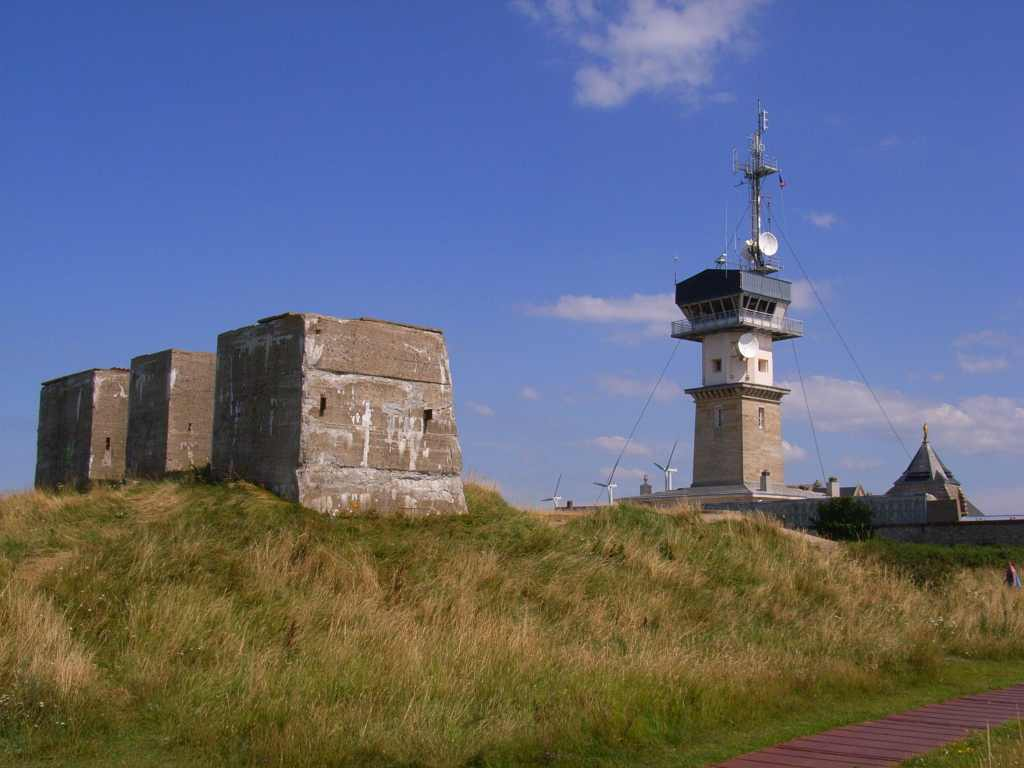
Bunkerreste, Windmühlen, Radarstation und Kapelle auf dem Kap

Das Kap Fagnet ist mit 110 Meter Höhe der höchste Punkt der französischen Alabasterküste in der Normandie und liegt direkt oberhalb der Hafeneinfahrt von Fécamp. Auf dem Kap befinden sich Aussichtspunkte sowie eine Radaranlage. Die Aussicht vom Kap reicht weit entlang der Kreidefelsen im Osten und im Westen bis Étretat. 2006 wurde auf dem Kap ein kleiner Windpark errichtet.

## Sehenswürdigkeiten

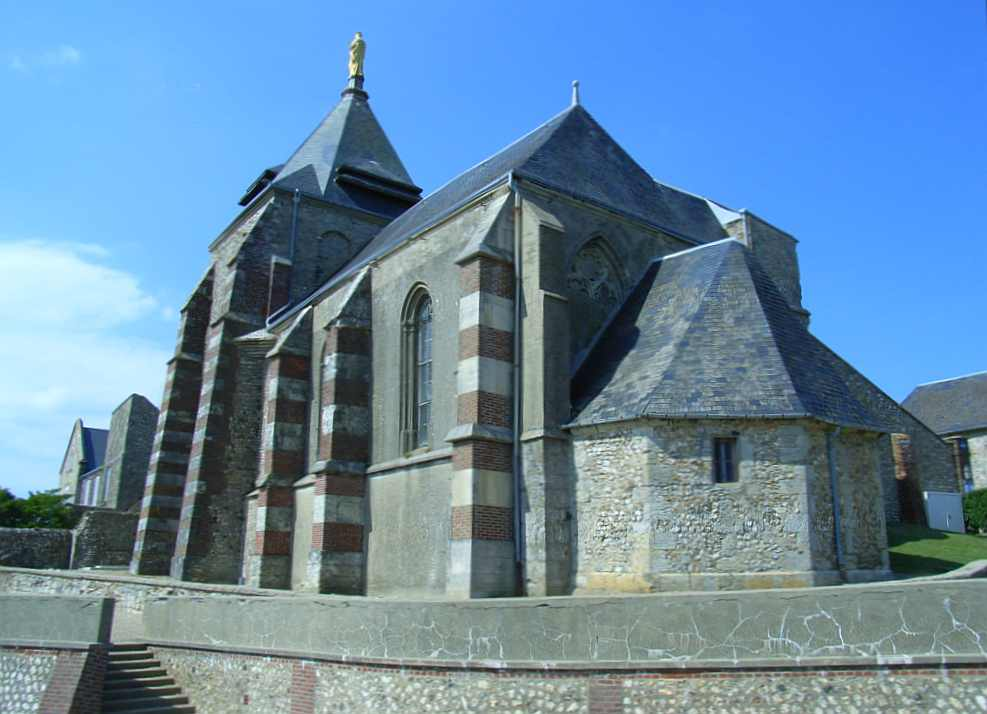
Notre-Dame de Salut

### Kapelle Notre-Dame de Salut
Die Kapelle der Seeleute Notre-Dame de Salut war Ziel von Pilgern aus Fécamp, die über den Pfad der Seeleute auf den Berg stiegen, um für ein Gelingen der Überfahrten nach Neufundland zu beten. 40 Votivtafeln im Inneren wurden hier als Dank hinterlegt oder zeugen, wie auch die Gedenktafeln für vermisste Seeleute, von verschiedenen Schiffbrüchen.

### Bunkeranlagen
1942 wurde das Kap in Erwartung einer Alliierten Invasion von den deutschen Besatzern mit Bunkern als Teil des Atlantikwalls befestigt. Der Leitstand der Radarstation Würzburg und mehrere kleinere Bunker finden sich heute auf dem Kap. Auffallend sind drei große Betonsockel, die eine 300 km weit reichende Radaranlage des Typs Mammut tragen sollten. Diese wurde jedoch nicht mehr in Betrieb genommen, da sich die deutschen Truppen im August 1944 zurückziehen mussten.

## Natur
Das Kap beheimatet in einem 5700 Hektar großen Vogelschutzgebiet Kormorane und viele andere Vogelarten.